# Fuerte Bulnes

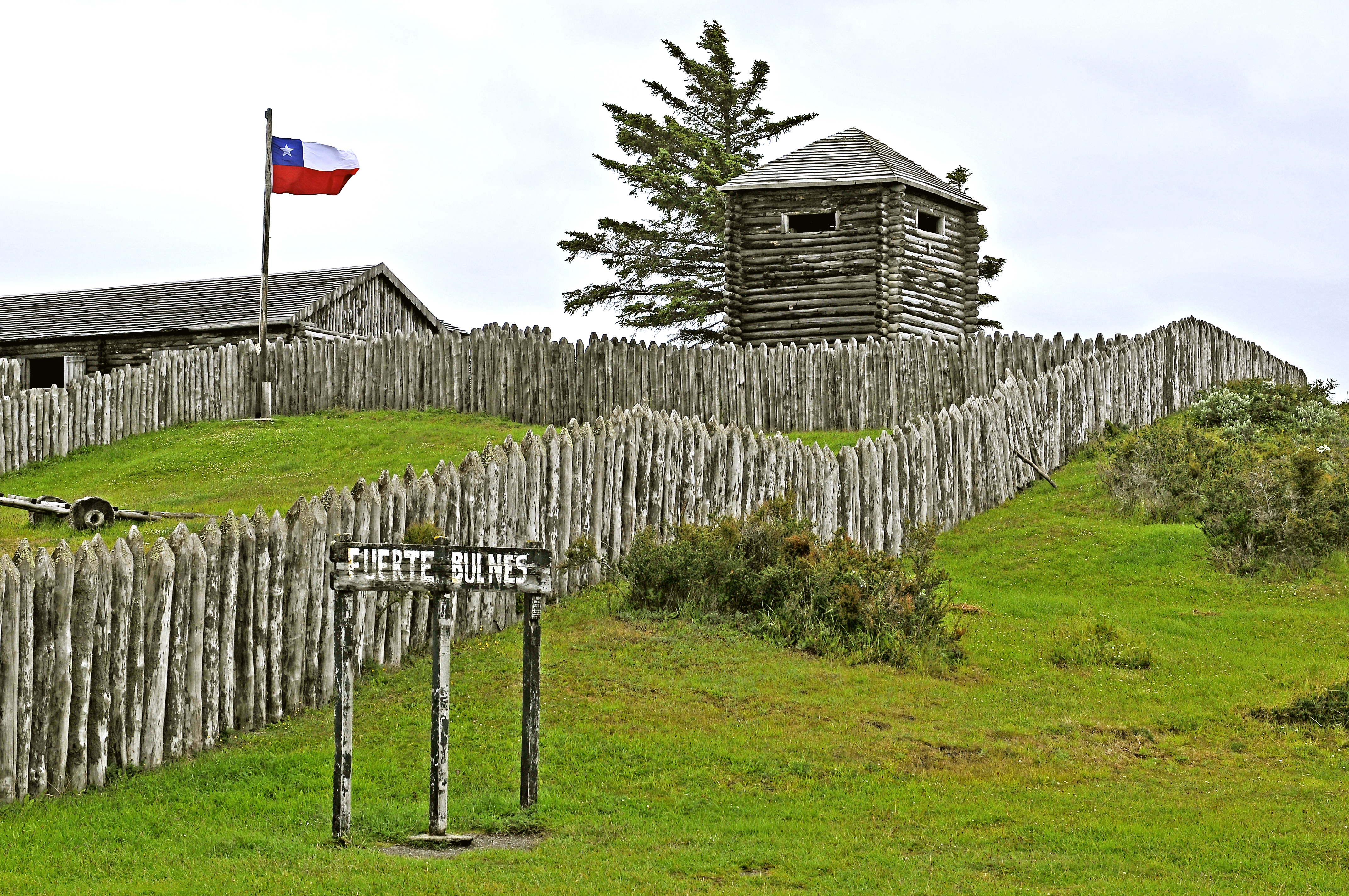
Acceso al fuerte.

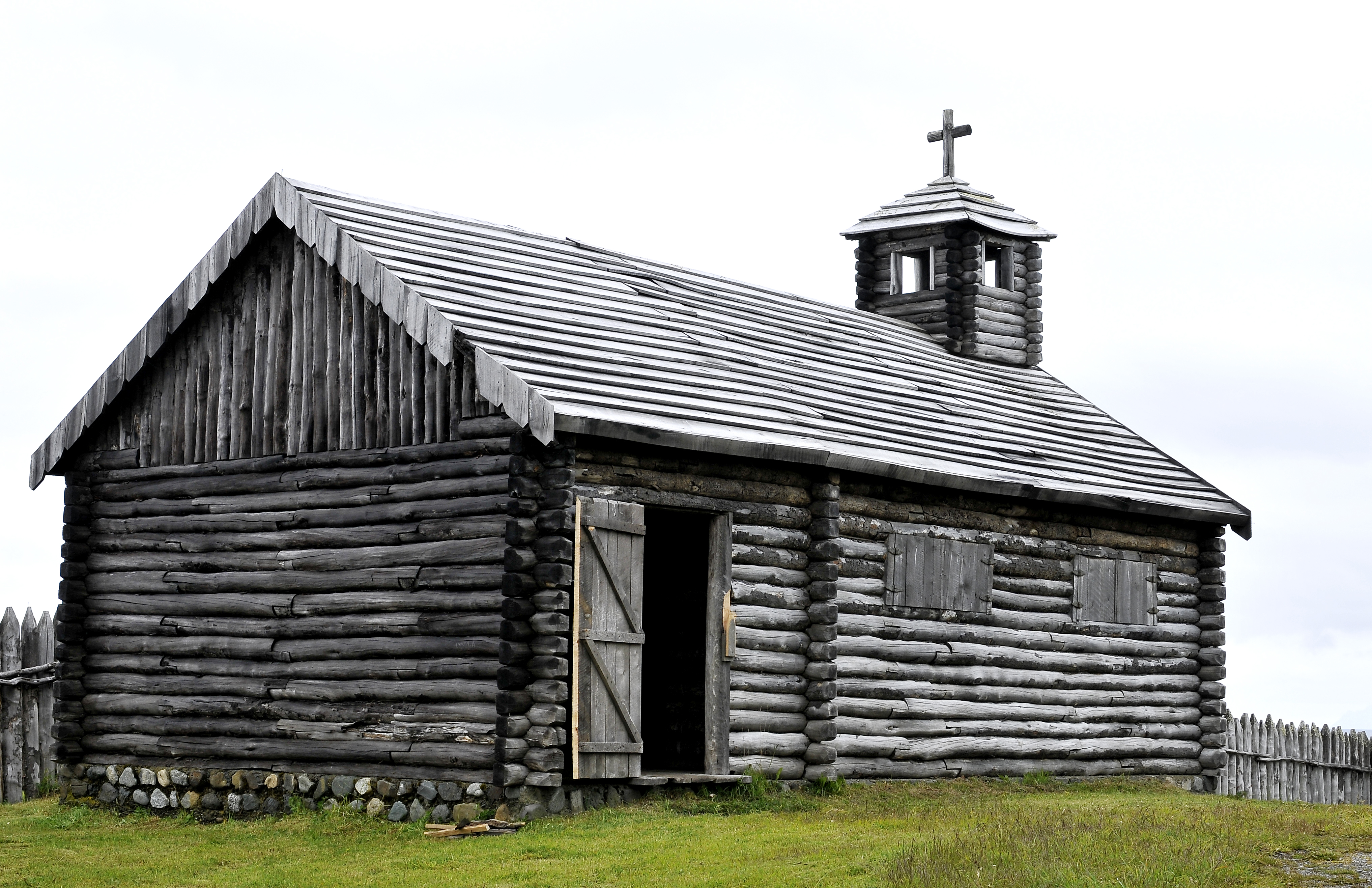
Capilla del fuerte.

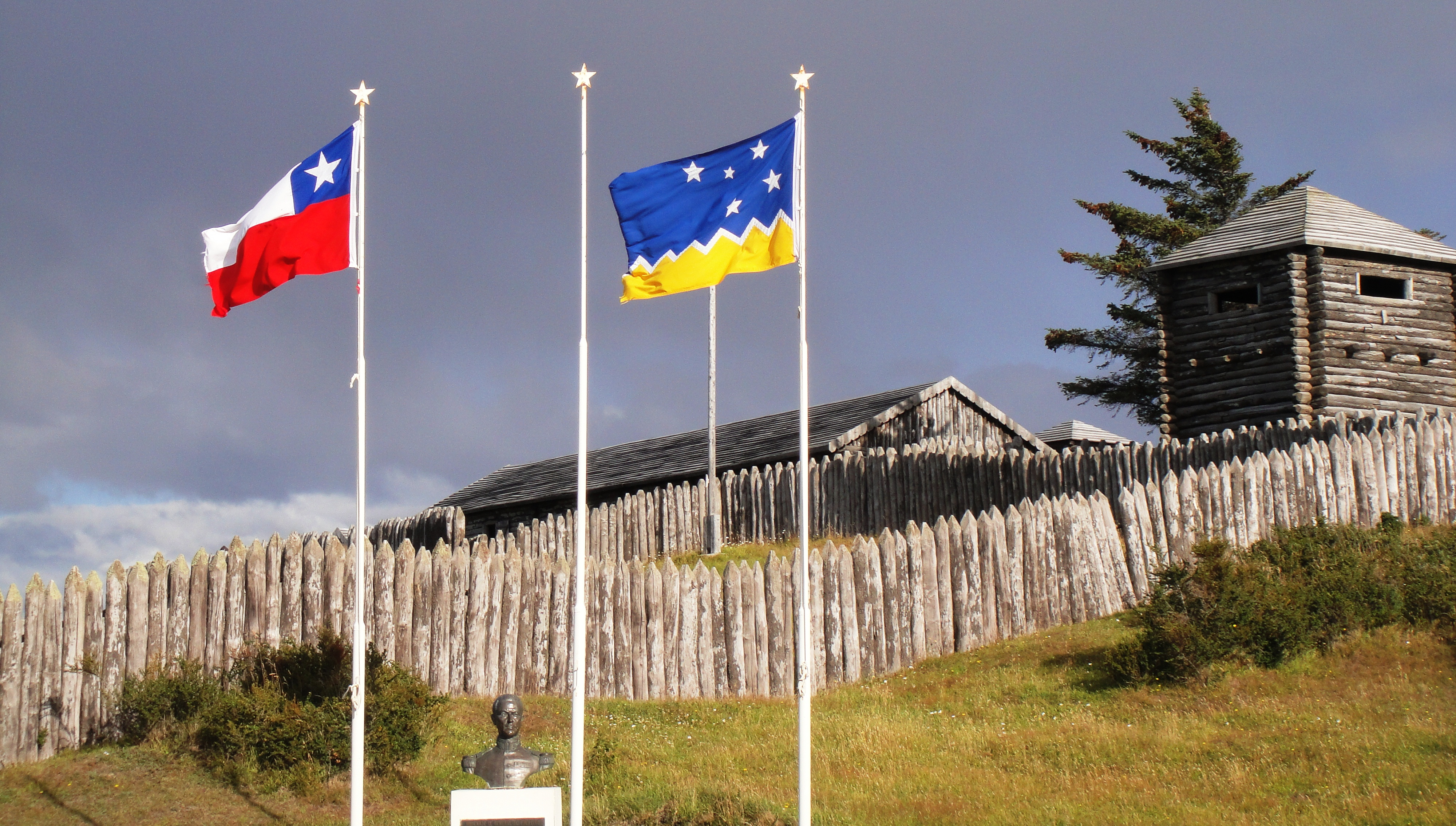
Fuerte Bulnes en marzo de 2011.

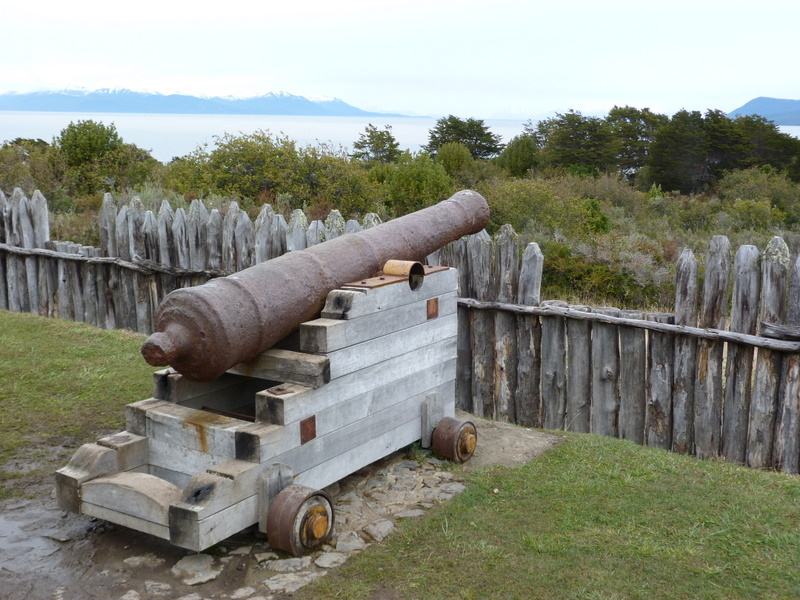
Cañón de Fuerte Bulnes.

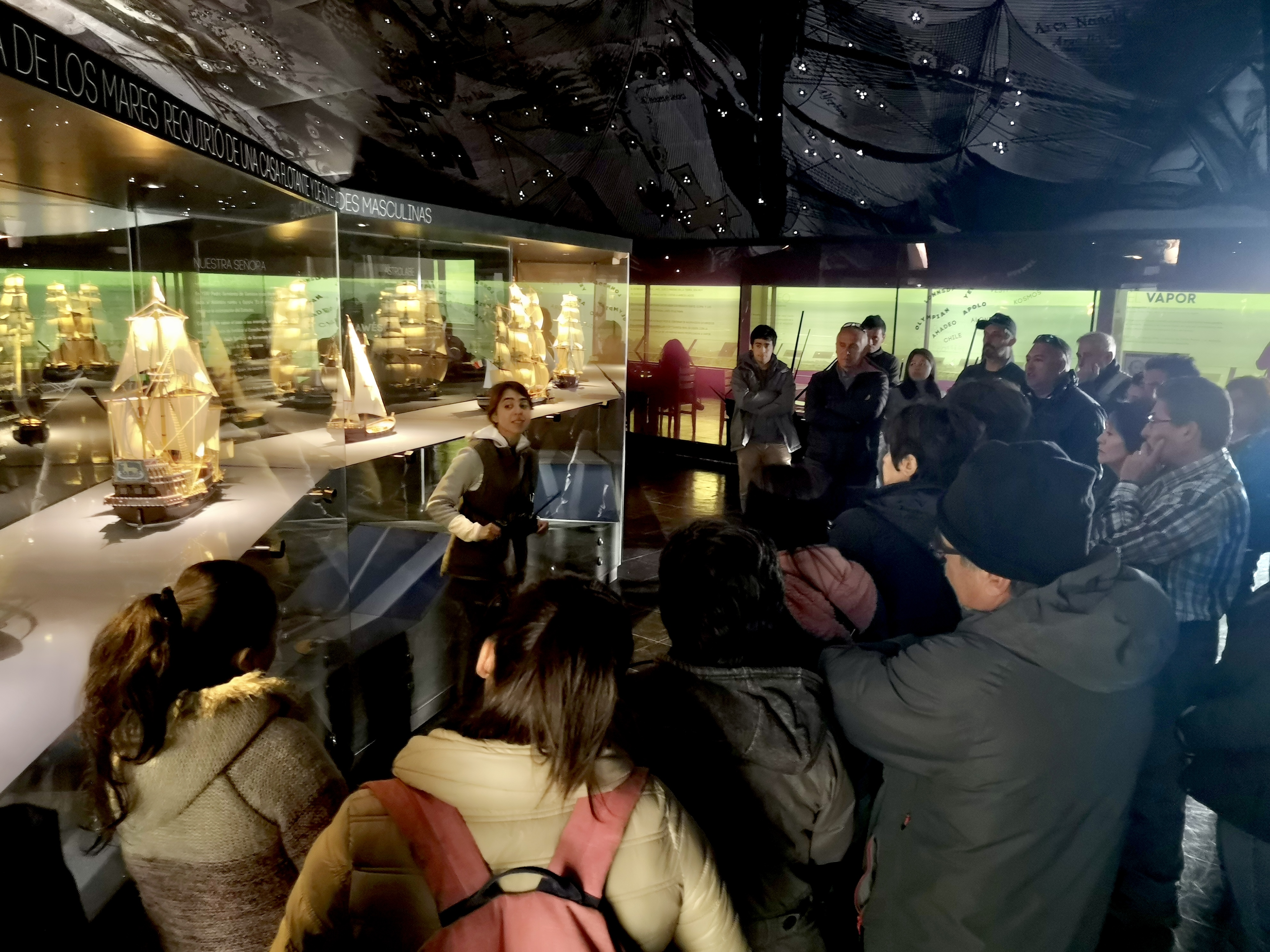
En el Museo del Estrecho se puede aprender la historia del territorio, sus habitantes y navegantes a través de recorridos patrimoniales.

El Fuerte Bulnes fue un fuerte chileno ubicado a orillas del estrecho de Magallanes, 52 kilómetros al sur de Punta Arenas y a pocos kilómetros de cabo Froward. Fue fundado el 21 de septiembre de 1843 sobre el morro rocoso de punta Santa Ana, bajo el mandato del presidente Manuel Bulnes Prieto. Fue destruido a los pocos años, quedando el lugar en estado de abandono. Para el centenario de su fundación, fue reconstruido, siendo reinaugurado como museo de sitio en 1943.
Desde el año 2008, las 250 hectáreas de la Punta Santa Ana, que incluyen el Puerto del Hambre y el Fuerte Bulnes, se encuentran concesionados y están albergados en el Parque del Estrecho de Magallanes.

## Historia
Su construcción fue consecuencia de las políticas colonizadoras en el norte de Chile, razón por la cual el intendente de Chiloé, Domingo Espiñeira Riesco, dispuso la construcción de la embarcación denominada en un comienzo Presidente Bulnes, nombre que fue rechazado por el mismo mandatario por lo que pasó a llamarse Goleta Ancud, en honor a la localidad chilota donde se construyó. La embarcación zarpó el 22 de mayo de 1843 al mando del capitán de fragata Juan Williams (cuyo nombre chilenizado fue el de Juan Guillermos, nombre con el cual firmó siempre todos sus documentos personales y oficiales) y fondeó el 21 de septiembre de 1843 en Punta Santa Ana, a dos kilómetros del territorio posteriormente llamado Puerto del Hambre, procediendo el referido capitán Guillermos a tomar posesión del Estrecho de Magallanes y territorios adyacentes a nombre del Gobierno de Chile. En ese lugar, con fecha 30 de octubre de 1843, se funda el Fuerte Bulnes, construido básicamente con rollizos de madera y champas de pasto. Este fuerte estableció soberanía sobre el Estrecho de Magallanes, tan solo 24 horas antes de que llegara una expedición francesa en la fragata de guerra a vapor a rueda "le Phaéton", que buscaba los mismos fines.

## Traslado a un lugar menos inhóspito
Debido al clima inhóspito no se pudo conformar una población numerosa y estable, por lo que se funda al norte de dicho territorio y con un clima mejor la ciudad de Punta Arenas en el sector de Sandy Point (Punta Arenosa) en 1848, luego de seis años de innumerables penurias.
Una vez que la población terminó de trasladarse y asentarse en la ciudad de Punta Arenas, el Fuerte Bulnes comenzó su decadencia llegando incluso a ser sus ruinas incendiadas por el teniente de artillería del Ejército de Chile Miguel José Cambiaso durante el motín que llevó a cabo. Entre los años 1941 y 1943 se llevó a cabo la reconstrucción del fuerte, reinaugurándose en el año 1943.

## Reconstrucción
Fue declarado Monumento Nacional en 1968, luego fue administrado por CONAF, luego por un particular, y posteriormente por la municipalidad de Punta Arenas, sufriendo en este proceso una serie de deterioros y restauraciones. En el año 2009 esta réplica del Fuerte se unió administrativamente con el otro monumento histórico nacional cercano, el Puerto del Hambre, bajo la administración de Bienes Nacionales, creándose el parque histórico Rey Don Felipe. Con fondos públicos se realizaron estudios de impacto ambiental., se repara el Fuerte con dinero proveniente de un crédito BID, se construyen baños públicos, se instalaron un sistema de agua potable, una estación de energía eléctrica y se cercó el predio del parque, aproximadamente 250 ha.
En el año 2010 el parque Rey don Felipe fue licitado por el ministerio de Bienes Nacionales; en el año 2012, la empresa ganadora de la administración del mismo creó una red de senderos y miradores, un refugio para el descanso de los visitantes y una tienda de souvenir.
En enero de 2013 el estado de Chile nuevamente invierte en el parque realizando con fondos públicos una restauración arqueológica y reconstrucción del sitio histórico Rey don Felipe. Actualmente, el Fuerte Bulnes se encuentra dentro del Parque del Estrecho de Magallanes, siendo administrado por Patagonia Histórica S.A., que además del Fuerte, incluye en el valor de su entrada, el acceso a miradores y senderos, recorridos patrimoniales y también a una moderna muestra interpretativa de 1600 m² con la historia del Estrecho de Magallanes.

## Citas y notas
Referencias
1. ↑  Consejo de Monumentos Nacionales (enero de 1968). «Fuerte Bulnes». Archivado desde el original el 2 de febrero de 2013. Consultado el 2 de febrero de 2013.
2. ↑   Informe CONAMA XII Región.
3. ↑  https://archive.today/20130411015454/https://www.e-seia.cl/archivos/ecc_DIA_Fuerte_Bulnes.doc+Mejoramiento
4. 1 2
5. ↑   (enlace roto disponible en Internet Archive; véase el historial, la primera versión y la última).
6. ↑  «Parque del Estrecho de Magallanes». www.delestrecho.cl. Consultado el 26 de noviembre de 2016.
7. ↑  publicada en Mercado Público N°4444-17 LE 12
8. ↑  Licitación publicada en Mercado Público N°4444-13 LE 12

Bibliografía
- Sergio Villalobos, Osvaldo Silva, Fernando Silva, Patricio Estelle (1995). Historia de Chile. Santiago de Chile: Editorial Universitaria. ISBN 956-11-1163-2.